# Bernard Werber
Bernard Werber (n. 18 septembrie 1961, Toulouse) este un  scriitor francez care a scris lucrări științifico-fantastice începând cu anii 1990.  Este cunoscut mai ales pentru trilogia Furnicilor. 
Opera sa, tradusă în peste treizeci de limbi, reunește teme de filozofie, spiritualitate, science-fiction, roman polițist, biologie, mitologie etc. Autorul însuși califică romanele sale ca „ficțiune filozofică”.

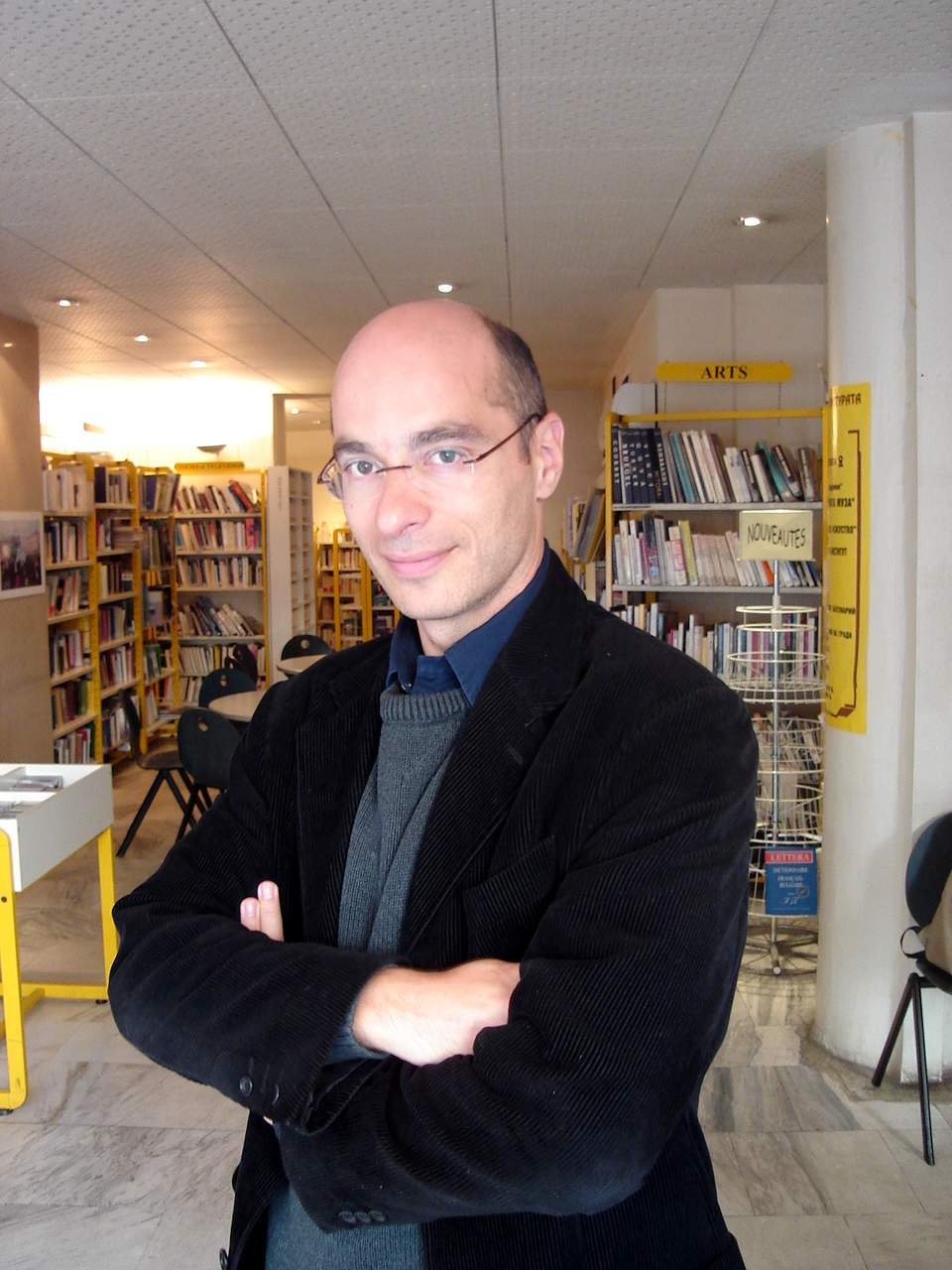
Bernard Werber la Institutul Francez din Sofia, Bulgaria, 2 iunie 2007

## Biografie
Werber s-a născut pe 18 septembrie 1961 în Toulouse (Haute-Garonne) într-o familie de evrei. De la vârsta de 13 ani începe să scrie povestiri pentru fanzine, perioadă a vieții care îi va servi ulterior pentru romanele sale, cum e cazul Imperiului îngerilor. După încheierea studiilor de criminalistică la Institutul de Criminologie din Toulouse și de jurnalistică la Școala Superioară de Jurnalism din Paris, devine colaborator al mai multor publicații (L'Événement, Le Point, VSD, etc.), apoi jurnalist științific la Nouvel Observateur (1983-1990). De asemenea, se ocupă de rubrica umoristică a revistei Eurêka. Din perioada aceasta datează aplecarea sa către știință, pe care o va combina cu temele sale favorite, de la furnici și moarte până la originea omenirii.
Bernard Werber a publicat primul roman, Furnicile, în 1991. Opera sa a fost tradusă în treizeci și cinci de limbi. Cu cele 20 de milioane de exemplare vândute la nivel mondial, Bernard Werber este, alături de Marc Levy, unul dintre cei mai citiți autori francezi contemporani din lume. În Coreea de Sud este un adevărat idol, vânzările sale în această țară depășindu-le pe cele din Franța. De asemenea, a avut parte de o primire extrem de entuziastă în Rusia.
După publicarea cărții L'Arbre des possibles, a inițiat iste-ul web eponim, un "proiect pentru cercetarea sau imaginarea viitorurilor posibile ale omenirii". Primul lung-metraj cinematografic realizat de Bernard Werber, Nos amis les Terriens, a fost lansat în luna aprilie a anului 2007, fiind produs de Claude Lelouch.

## Scrisul
Stilul său scriitoricesc amestecă diferite genuri literare, printre care se numără literatura de aventuri, SF-ul, stilul interbelic și poveștile filozofice. În majoritatea romanelor sale, Bernard Werber folosește aceeași formă de construcție, alternând articolele informative enciclopedice cu două-trei fire narative. Articolele lămuresc sau extind intrigile, acestea din urmă întâlnindu-se episodic. În plus, toate producțiile sale se întrepătrund. Regăsim atât personaje comune - ca Edmond Wells în trilogia Furnicilor și, ulterior, în Imperiul îngerilor - cât și teme recurente -  "Arborele posibilităților" al lui Isidore Katzenberg, sau elementele nuvelei L’École des jeunes dieux, reluate în romanul Nous les dieux.
În două romane, Bernard Werber descrie autori de literatură. Sunt prezentați autori care, la sfârșitul vieții lor, au scris o carte care dă un sens întregii opere a lui Werber. Alături de similaritatea unora dintre personaje, teme și stiluri din opera sa, acest lucru poate duce la concluzia că el încearcă să dea o anume coerență ideilor dezvoltate.
Din 1996, Bernard Werber a decis să publice o carte pe an, la fiecare început de octombrie, cu două excepții: 1999 și 2011, când au apărut doar benzi desenate. Obiectivul său a fost de a „propune publicului și alte lucruri în afară de potențiale premii Goncourt”.
Bernard Werber este membru de onoare al Institutului de cercetări și experiențe extraordinare, o asociație care are ca scop sensibilizarea profesioniștilor din sănătatea mentală, a doctorilor și a asistenților asupra experiențelor extraordinare sau neobișnuite.
„Este vremea să ieșim din dualismul obișnuit al lumii oficiale și a celei iraționale. Există fapte, există evenimente și este important să vorbim firesc, fără pasiune sau excluderi sistematice. Lumea nu se află într-o simplă dihotomie "eu cred - eu nu cred". Este loc și pentru o a treia opțiune, pe care o putem rezuma într-o frază: "nu-mi pot explica deocamdată, dar asta nu mă împiedică să reflectez și să văd dacă nu-mi poate folosi la ceva"”
Această apropiere se reflectă în conținutul romanelor sale, cum se vede în cazul romanului Tanatonauții, care propune o versiune spiritualistă a experiențelor din apropierea morții, sau în piesa de teatru Nos amis les humains, care povestește despre răpiri efectuate de extratereștri. Știința, paranormalul și spiritualitatea influențează numeroase romane ale sale.

## Opinii critice
Bernard Werber este unul dintre cei mai citiți autori francezi la nivel mondial. Cu toate acestea, opera sa a atras foarte puțin în atenția criticii. Doar l'Express îi reproșează "o scriitură rapidă, brutală, care vizează eficacitatea în detrimentul stilului, dar care cade deseori în simplitate și clișee".
În particular, câțiva critici reproșează romanelor sale SF că prezintă drept certitudini unele concepte aparent științifice. L'Ultime Secret ilustrează foarte bine această tendință, pe cea de-a patra copertă putându-se citi: "Vor merge din surpriză în surpriză până la extraordinarul deznodământ bazat pe o descoperire științifică puțin cunoscută, dar reală". Alți critici pun semnul egal între futurologie și pseudoștiință, opera intitulată L'Arbre des possibles fiind considerată o culegere de nuvele SF. 
Anumiți critici trec dincolo de simplul scepticism. În special mica publicație specializată în literatura imaginarului Bifrost este extrem de negativă.
Din contră, alți critici sunt extrem de laudativi: François Busnel, în cronica de pe 14 noiembrie 2012 din L'Express, îl denumește pe Bernard Werber "vizionarul de care avem nevoie". Aujourd'hui en France îl califică drept "Jules Verne al zilelor noastre" în articolul Dans l'intimité de Werber din 4 octombrie 2012. L'Écho républicain spune despre el că este un "autor cu un succes incontestabil".

## Pictura
Următoarele tablouri apar pe site-ul său oficial.
- Et si on s'arrêtait là pour dormir?, februarie 1995
- Accouchement sans douleur, aprilie 1995
- En avant pour de nouvelles aventures, aprilie 1995
- Ouro Boros, l'infini guette les villes, mai 1995
- Le Dieu poisson fait des vagues, iunie 1995
- Berechit, august 1995
- Un lapin ambitieux, mai 1997
- La réalité, iulie 1997
- Derrière les apparences, iuilie 2002
- Envol de nuit, august 2005

## Opera

### TrilogiaFurnicile
- Les Fourmis (1991), ISBN 2-226-05257-7 - Premiul cititorilor Science et Avenir; cartea a fost vândută în peste două milioane de exemplare și a fost tradusă în peste 30 de limbi

ro. Furnicile
- Le Jour Des Fourmis (1992), ISBN 2-226-06118-5

ro. Ziua furnicilor
- La Révolution des fourmis (1996), ISBN 2-226-08636-6

ro. Revoluția furnicilor

### Pentalogia cerului

#### Ciclul îngerilor
- Les Thanatonautes (1994), ISBN 2-226-06758-2

ro. Thanatonauții
- L'Empire des Anges (2000), ISBN 2-226-11526-9

ro. Imperiul îngerilor

#### Ciclul zeilor
- Nous, les Dieux (2004), ISBN 2-226-15498-1
- Le Souffle des Dieux (2005), ISBN 2-226-16807-9
- Le Mystère des Dieux (2007), ISBN 2-226-17979-8

### TrilogiaAventuriers de la Science
- Le père de nos pères (1998), ISBN 2-226-10562-X
- L'ultime secret (2001), ISBN 2-226-12740-2
- Le Rire du Cyclope (2010)

### CiclulTroisième humanité
- Troisième humanité (2012)

### Alte romane
- Le papillon des étoiles (2006), ISBN 2-226-17349-8
- Le miroir de Cassandre (2009), ISBN 2-226-19402-9

### Cărți experimentale
- L'Encyclopédie du savoir relatif et absolu (1993), ISBN 2-226-06583-0
- Le Livre du Voyage (1997), ISBN 2-226-09445-8
- Le Livre secret des Fourmis (2002)
- Nos amis, les humains (2003)

### Culegeri de povestiri
- L'Arbre des possibles (2002), ISBN 2-226-13459-X
- Paradis sur mesure (2008)

### Benzi desenate
- Les Fourmis (1994)
- Exit
  - Contact (1999), ISBN 2-226-10451-8
  - Le Deuxième Cercle (2000), ISBN 2-226-11474-2
  - Jusqu'au dernier souffle (2002)
- Les Enfants D'Ève
  - Genèse (2005)
- Les Thanatonautes
  - Le Temps des bricoleurs (2011)
  - Le Temps des pionniers (2012)

### CD
- Bernard Werber, le conteur du futur (2010)
- L'Éveilleur (2010) - 2 CD-uri

### Filme
- La Reine de nacre (2001) - scurt metraj de 15 minute (lit. The Mother-of-pearl Queen)
- Les Humains(2003) - scurt metraj de 9 minute (lit. The Humans)
- Nos amis les Terriens (2007) - film de lung metraj produs de Claude Lelouch

### Piese de teatru
- Nos amis, les humains (2003), ISBN 2-226-13793-9 - pusă în scenă în 2004 de către Jean-Christophe Barc și interpretată de Audrey Dana și Jean-Christophe Barc
- Bienvenue au paradis (2011) - pusă în scenă în 2011 de Jean-Christophe Barc și interpretată de Thierry Liagre